# Unije (miejscowość)
Unije (wł. Unie, niem. Niä) – wieś w Chorwacji, w żupanii primorsko-gorskiej, w mieście Mali Lošinj. Leży na wyspie o tej samej nazwie. W 2011 roku liczyła 88 mieszkańców.
W miejscowości znajduje się kościół pw. św. Andrzeja.